# ستاره آبی ایتالیایی
ستاره آبی ایتالیایی (نام علمی: Callitriche brutia) نام یک گونه از سرده ستاره آبی است.